# Сакура (манса)
Сакура (Сабкара) (д/н — бл. 1300) — 6-й манса імперії Малі в 1285—1300 роках. Продовжив відродження та розширення держави.

## Життєпис
Походження достеменно невідомо. Був спочатку рабом, потім брав участь у походах малійського володаря Марі Діати I. За наступного манси Улі I став очільником рабської гвардії.
Про діяльність за часів манси Уаті нічого невідомо. 1275 року повалив мансу Халіфу. За правління манси Абубакара I набув значного впливу, після смерті або повалення якого 1285 року оголосив себе новим мансою.
Продовжив зміцнення держави в середині. Водночас відновив загарбницькі походи, підкоривши державу мосі Масину, а потім Текрур. В результаті кордони імперії на заході досягли узбережжя Атлантичного океану.
1290 року було відновлено владу над містом-державою Гао, але збережено місцеву династію Сонні. Внаслідок цього до меж Малі було включено верхню частину долини Нігер. Після цього зайнято важливе торгівельне місто Уалату та соляні копальні Тегази. На півдні Сакура розширив володіння до тропічних лісів.
Крім того, багато зробив для встановлення контролю над транссахарською торгівлею, зміцнивши зв'язки з містами Магрибу та Іфрикії. Все це сприяло збільшенню надходжень до скарбниці.
Загинув Сакура близько 1300 року, повертаючись з хаджу, куди рушив 1298 року. За одними відомостями в Таджурі (неподалік від сучасного Джибуті) на Сомалійському півострові його було вбито розбійниками або народом афар чи власною наложницею Кон Мамарі. Можливо це сталося внаслідок змови представників династії Кейта.
Супутники висушили його труп, зашили в бичачу шкуру і відвезли в місто Кука, що лежить у Борну, куди прийшли посланці з Малі, з тим щоб перенести рештки манси на батьківщину. Новим володарем став небіж Марі Діати I — Гао.